# Dynamite Entertainment
Dynamite Entertainment ist ein US-amerikanischer Comicverlag. 
Der Verlag wurde 2005 von Nick Barrucci in Mount Laurel, New Jersey, gegründet. Den Großteil des Programms bilden Comic-Heftserien mit Film- und Fernseh-Adaptionen sowie neue Geschichten von Klassikern wie Flash Gordon oder Vampirella.

## Comicserien (Auswahl)
- Armee der Finsternis
- Red Sonja
- Battlestar Galactica
- Bettie Page
- Die Sieben-Millionen-Dollar-Frau
- Bobs Burgers
- The Boys
- Dark Shadows
- Flash Gordon
- Turok
- A Game of Thrones
- Green Hornet
- James Bond
- Lone Ranger
- The Shadow
- Vampirella
- The Spirit
- Zorro